# 이일규

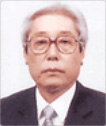
이일규

이일규(李一珪, 1920년 10월 3일 ~ 2007년 12월 12일)은 대한민국의 제10대 대법원장을 역임한 법조인이다. 본관은 한산 이씨이며, 호는 효암(曉庵)이다.

## 생애
1920년 10월 3일 충청남도 서천군에서 태어났다. 서천중학교를 거쳐 경기학당에서 법학을 전공하여 졸업한 후 대한변호사시험에 합격하였다. 통영지원 판사를 시작으로 대구지방법원, 대구고등법원, 광주고등법원에서 부장판사를 지내고 전주, 대전, 대구지방법원장을 거쳐 1973년 대법원 판사에 임명되었다. 1975년 인혁당 사건의 재판에서 유일하게 소수의견을 냈다. 1977년에는 절도 4범 폭력 1범으로 징역 6월을 선고받고 출소한 뒤 부산에서 27일동안 단독 또는 공범과 함께 강도살인 강간치사 절도 각 1회씩, 강도 11회 등 14회의 범행으로 2명을 죽인 강도살인 등으로 1, 2심에서 사형이 선고된 20살의 고아인 김영준 피고인에 대한 상고심에서 12 : 4로 상고기각 결정을 할 때 김윤행 민문기 임항준과 함께 "피고인이 1956년생으로 겨우 성년에 달했고 본건 범행은 모두 성년 이전에 저질러진 것으로 피고인은 어려서 가족들과 헤어져 고아원 등을 전전했고 국민학교 4학년을 중퇴한 자로 가정과 사회로부터 제대로 된 교육과 선도를 받아보지 못한 사실을 짐작할 수 있다."고 하면서 "범행횟수나 방법 결과 등에 비춰 피고인에게 동정을 베풀 생각은 없지만 우리가 지향하는 형벌의 목적이 결코 응보만에 있는 것은 아니므로 피고인을 극형에 처해 아예 도태해 버림은 너무 가혹한 것으로 인정돼 무기징역에 처해 교정 교화를 다해봄이 마땅하다."고 사형에 반대하는 소수의견을 냈다.
1985년 대법원 판사직에서 퇴임하였고 1988년 정기승 대법원장 임명 동의안이 국회에서 부결된 직후 대법원장에 임명되었다가 1년 반 만에 정년 퇴임하였다.